# Pegomya magdalenensis
Pegomya magdalenensis este o specie de muște din genul Pegomya, familia Anthomyiidae, descrisă de Griffiths în anul 1982.
Este endemică în New Mexico. Conform Catalogue of Life specia Pegomya magdalenensis nu are subspecii cunoscute.